# Walter Davoine
Walter Davoine Genta (Montevideo, 27 marzo 1935 – Montevideo, 23 febbraio 2016) è stato un calciatore uruguaiano, di ruolo difensore.

## Carriera

### Club
Ha giocato nella prima divisione uruguaiana ed in quella argentina.

### Nazionale
Ha complessivamente collezionato 11 presenze con la maglia della nazionale.

## Palmarès

### Club

#### Competizioni nazionali
- Campionato uruguaiano: 3

Peñarol: 1954, 1958, 1959